# 102 км (зупинний пункт, Харківська дирекція Південної залізниці)
102 кіломе́тр — залізничний пасажирський зупинний пункт Харківської дирекції Південної залізниці.
Розташований у селі Крутоярівка, Сахновщинський район, Харківської області на лінії Красноград — Лозова між станціями Кегичівка (7 км) та Балки (8 км).
Відкрита у 1964-му році, як платформа Шкільна. Назва походила від школи, яка знаходиться у 100 метрах від колії. В кінці 90-х отримала назву 102-й кілометр.
Станом на травень 2025 року щодоби п'ять пар приміських електропоїздів здійснюють перевезення за маршрутом Полтава-Південна — Лозова.